# Amazonides dubium
Amazonides dubium là một loài bướm đêm trong họ Noctuidae.